# Berliner Fußballmeisterschaft 1916/17
Die Berliner Fußballmeisterschaft 1916/17 war die sechste unter dem Verband Brandenburgischer Ballspielvereine (VBB) ausgetragene Berliner Fußballmeisterschaft. Die Meisterschaft wurde in dieser Saison in einer Gruppe mit zehn Mannschaften im Rundenturnier mit Hin- und Rückspiel ausgetragen. Am Ende konnte der BFC Hertha 1892 die Meisterschaft zum zweiten Mal gewinnen. Aufgrund des Ersten Weltkriegs wurde in dieser Saison erneut keine deutsche Fußballmeisterschaft ausgespielt. Absteiger gab es in dieser Saison ebenfalls erneut nicht, die Liga wurde zur nächsten Saison auf 18 Teilnehmern erhöht.

## Abschlusstabelle
Folgender Tabellenstand ist aktuell überliefert:
| Pl. | Verein                        | Sp. | S  | U | N  | Tore    | Quote | Punkte |
| --- | ----------------------------- | --- | -- | - | -- | ------- | ----- | ------ |
| 1.  | BFC Hertha 1892               | 18  | 15 | 2 | 1  | 070:210 | 3,33  | 32:40  |
| 2.  | SC Union Oberschöneweide      | 18  | 15 | 1 | 2  | 041:240 | 1,71  | 31:50  |
| 3.  | Berliner TuFC Viktoria (M)    | 18  | 11 | 3 | 4  | 032:210 | 1,52  | 25:11  |
| 4.  | BFC Berolina                  | 18  | 7  | 4 | 7  | 035:280 | 1,25  | 18:18  |
| 5.  | BFC Preußen                   | 18  | 7  | 3 | 8  | 046:360 | 1,28  | 17:19  |
| 6.  | Minerva 93 Berlin             | 18  | 8  | 1 | 9  | 030:320 | 0,94  | 17:19  |
| 7.  | BTuFC Union 1892              | 18  | 6  | 1 | 11 | 037:500 | 0,74  | 13:23  |
| 8.  | Berliner Tennis-Club Borussia | 18  | 5  | 0 | 13 | 031:460 | 0,67  | 10:26  |
| 9.  | Berliner BC 03                | 18  | 3  | 4 | 11 | 030:400 | 0,75  | 10:26  |
| 10. | Vorwärts 90 Berlin            | 18  | 1  | 4 | 13 | 018:730 | 0,25  | 06:30  |

| (M) | Titelverteidiger |